# Edivaldo Boaventura
Edivaldo Machado Boaventura GOIH • ComIP • OMM (Feira de Santana, 10 de dezembro de 1933 — Salvador, 22 de agosto de 2018) foi um professor universitário, advogado, sociólogo e escritor brasileiro. Na segunda vez como secretário estadual da educação fundou a Universidade do Estado da Bahia (Uneb). Foi, ainda, presidente da Academia de Letras da Bahia (ALB).
Era pai do músico Daniel Boaventura.

## Biografia
Bacharel em direito (1959) e ciências sociais (1969) pela Universidade Federal da Bahia, da qual veio a se tornar livre docente em 1964, Boaventura estudou ainda em Paris no Instituto International de Planificação de Educação da Unesco e fez mestrado e pós-graduação em educação na Pennsylvania State University.
Entre 1970 e 1971 ocupou pela primeira vez a pasta estadual da Educação e Cultura, função à qual voltaria no período de 1983 a 1987 quando criou a Uneb, além de promover o reconhecimento da Universidade Estadual de Feira de Santana (UESF) e impulsionou a criação das Universidades Estaduais do Sudoeste Baiano (UESB) e de Santa Cruz (UESC).
Em 1996 tornou-se diretor-geral do jornal A Tarde, diário no qual colaborou por mais de quatro décadas. Em 1997, Edivaldo foi admitido pelo presidente Fernando Henrique Cardoso à Ordem do Mérito Militar no grau de Oficial especial.
Membro da Academia Baiana, presidiu a entidade entre 2007 a 2011; em 2018 foi agraciado no grau de comendador pelo Governo de Portugal na Ordem da Instrução Pública pelos serviços que prestou à cultura e à educação.
Morreu aos 84 anos, sendo sepultado no dia 23 de agosto de 2018 no Cemitério Jardim da Saudade, em cerimônia em que compareceram além de familiares muitos admiradores, amigos e ex-alunos.
Dá nome a várias escolas da rede estadual de ensino, como o Colégio Estadual Edivaldo Boaventura em Salvador, no Conjunto Habitacional Vale dos Rios do bairro STIEP; o Colégio Estadual Professor Edivaldo Machado Boaventura, no distrito de Serra da Canabrava da cidade de Brejões; ou o Colégio Estadual Edivaldo Machado Boaventura, no distrito de Ipuaçu, em Feira de Santana, além de nomear o Núcleo de Pesquisa, Estudos e Memória Edivaldo Boaventura - NUPEMEB, do Conselho Municipal de Educação de Salvador.

## Obras
Dentre os livros do autor estão:
- Estudos Sobre Castro Alves
- Como Ordenar as Ideias
- O Parque Estadual de Canudos
- A Convivência Acadêmica
- O Território da Palavra
- O Solar Góes Calmon
- A Educação Brasileira e o Direito
- Parque Histórico Castro Alves
- Gente da Bahia